# George Baker
George Baker, pseudonimo di Johannes Bouwens, detto Hans (Hoorn, 8 dicembre 1944), è un cantautore olandese.
È stato il leader del gruppo pop dei George Baker Selection e ha proseguito la sua carriera musicale da solista.

## Biografia
George Baker è nato da madre olandese e padre italiano, Giuseppe (Peppino) Caruso, che era un volontario cooperante di Calabria per i tedeschi.

## George Baker Selection
Nel 1967 George Baker si unì al gruppo dei Soul Invention che più tardi cambiò il proprio nome in George Baker Selection. Il loro singolo di debutto Little Green Bag, contenuto nell'omonimo album, ebbe un grande successo e raggiunse il numero 21 della famosa classifica Billboard Hot 100.
Nel 1972 la band aveva già venduto 5 milioni di dischi.
Il loro quinto album Paloma Blanca uscì nel 1975, e il singolo Paloma Blanca raggiunse la vetta delle classifiche musicali di diversi paesi nel mondo.
Verrà ripresa come cover di successo da altri artisti, tra le quali la più nota è forse quella di Demis Roussos.
Nel 1978 la band, dopo aver venduto oltre 20 milioni di dischi, si separò perché "la pressione era diventata troppa". Qualche anno dopo nel 1985 George Baker formò una nuova George Baker Selection che rimase unita sino al 1989. Il nuovo gruppo pubblicò una dozzina di album oltre a diverse compilation.
Nel 1992 la canzone Little Green Bag venne usata da Quentin Tarantino nel suo film Le iene e di nuovo il singolo cominciò a vendere in molti paesi.
Nel 2010 nel film La banda dei Babbi Natale vestiti da Babbo Natale Aldo, Giovanni e Giacomo escono dalla porta con l’effetto slow-motion sulle note di Little Green Bag omaggio ad una delle scene più famose de Le iene ed alla canzone di George Baker.

## Carriera da solista
La carriera da solista di Baker ebbe inizio a metà tra le esperienze con le due band George Baker Selection, ovvero tra il 1978 e il 1985, e proseguì ininterrottamente dal 1989 in poi.
Nel 2005 ha pubblicato un remix della canzone Una Paloma Blanca per la colonna sonora di un film.
Come solista George Baker ha pubblicato dieci album, l'ultimo nel 2000.

## Discografia
Album con i George Baker Selection:
- Little Green Bag (1969)
- Love in the World (1970)
- Now (1972)
- Hot Baker (1974)
- Paloma Blanca (1975)
- A Song for you (1975)
- River Song (1976)
- So Lang die Sonne scheint (1976)
- Summer Melody (1977)
- Santa Lucia by Night (1985)
- Viva America (1987)
- From Russia with Love (1988)

Album da solista:
- In your heart (1978)
- Another lonely Christmas night (1978)
- Sing for the day (1979)
- Wild Flower (1980)
- The Winds of time (1981)
- Paradise Island (1983)
- Dreamboat (1989)
- Love in your heart (1991)
- Memories (1993)
- Flashback (2000)